# Luis Fernando Corvalán
Luis Fernando Corvalán Gutiérrez (11 de abril de 1978) es un jinete chileno de rodeo. Representa al Criadero Peleco, de la Asociación Malleco. Fue campeón junto a Gustavo Valdebenito del Campeonato Nacional de Rodeo de 2013. 
En el Campeonato Nacional de Rodeo de 2009 fue segundo campeón, también junto a Gustavo Valdebenito y en Huingan y Quitralco, marcando 37 puntos buenos, solo dos menos que los campeones Emiliano Ruiz y José Tomás Meza.
Durante el Campeonato Nacional de 2009 junto a su compañero Valdevenito alcanzó una marca histórica: ganaron la Serie Caballos con 47 puntos, récord absoluto de puntaje en una serie de clasificación para el Champion de Chile.
Este jinete ha ganado muchos rodeos, entre los que destacan el rodeo provincial de Parral de 2007, el rodeo provincial de Constitución de 2006, el provincial de Chanco de 2006, el provincial de Pelluhue de 2006, el libre de Villarrica de 2005, el de primera con puntos de Santiago Oriente de 2005, el provincial de Pelluhue de 2005, el provincial de Chanco de 2005, entre otros.

## Campeonatos nacionales
| Año  | Collera             | Caballos                 | Puntaje | Asociación |
| ---- | ------------------- | ------------------------ | ------- | ---------- |
| 2013 | Gustavo Valdebenito | "Compadre" y "Quitralco" | 36      | Malleco    |

### Segundos campeonatos
- 2009: junto con Gustavo Valdebenito, montando a "Huingan" y "Quitralco" con 37 puntos.
- 2014: junto con Gustavo Valdebenito, montando a "Compadre" y "Quiltralco" con 35 puntos.

### Terceros campeonatos
- 2012: junto con Gustavo Valdebenito, montando a "Rosquera" y "Ronaldo" con 29 puntos.